# 1 Dywizja Pancerna (Bundeswehra)
1 Dywizja Pancerna (niem. 1. Panzerdivision) – pancerny związek taktyczny Bundeswehry.
W okresie zimnej wojny 1 Dywizja Pancerna wchodziła w skład 1 Korpusu Armijnego i przewidziana była do działań w pasie Północnej Grupy Armii.

## Struktura organizacyjna
Organizacja w 1989:
- dowództwo dywizji – Hanower-Bothfeld
- 1 Brygada Zmechanizowana – Hildesheim
- 2 Brygada Pancerna – Brunszwik-Rautheim
- 3 Brygada Pancerna Weser-Leine – Nienburg-Langendamm
- 1 pułk artylerii – Hanower-Sahlkamp
- 1 pułk przeciwlotniczy – Langenhagen